# مارسيلو غالياتزي
مارسيلو غالياتزي (بالإسبانية: Marcelo Galeazzi)‏ هو لاعب كرة قدم أرجنتيني، ولد في 29 نوفمبر 1966 في روساريو في الأرجنتين، وتوفي في 1 يونيو 2016. لعب مع أتليتيكو تيغري.